# Ida Jørgensen
Ida Jørgensen (født 5. juni 1964 i Århus) er en dansk politiker som repræsenterede Det Radikale Venstre i Folketinget fra 14. juli 2004 til 8. februar 2005.

## Biografi fra Folketingets hjemmeside
Jørgensen, Ida, civiløkonom.
Det Radikale Venstre – Medlem af Folketinget for Vestsjællands Amtskreds fra 14. juli 2004. (Indtrådt ved Anders Samuelsens mandatnedlæggelse). Blev ikke genvalgt ved valget d. 8. februar 2005.